# Cyprinodon albivelis
Cyprinodon albivelis es una especie de pez de la familia de los ciprinodóntidos en el orden de los ciprinodontiformes.

## Morfología
Los machos pueden alcanzar los 5,3 cm de longitud total.

## Distribución geográfica
Se encuentran en Norteamérica: México.